# Asociación de Rugby del Sur
La Asociación de Rugby del Sur (ARUS) fue fundada en 2005 y se encuentra afiliada a la Federación de Rugby de Chile. Agrupa a los equipos de rugby competitivo en las regiones de Los Ríos, Los Lagos.

## Historia

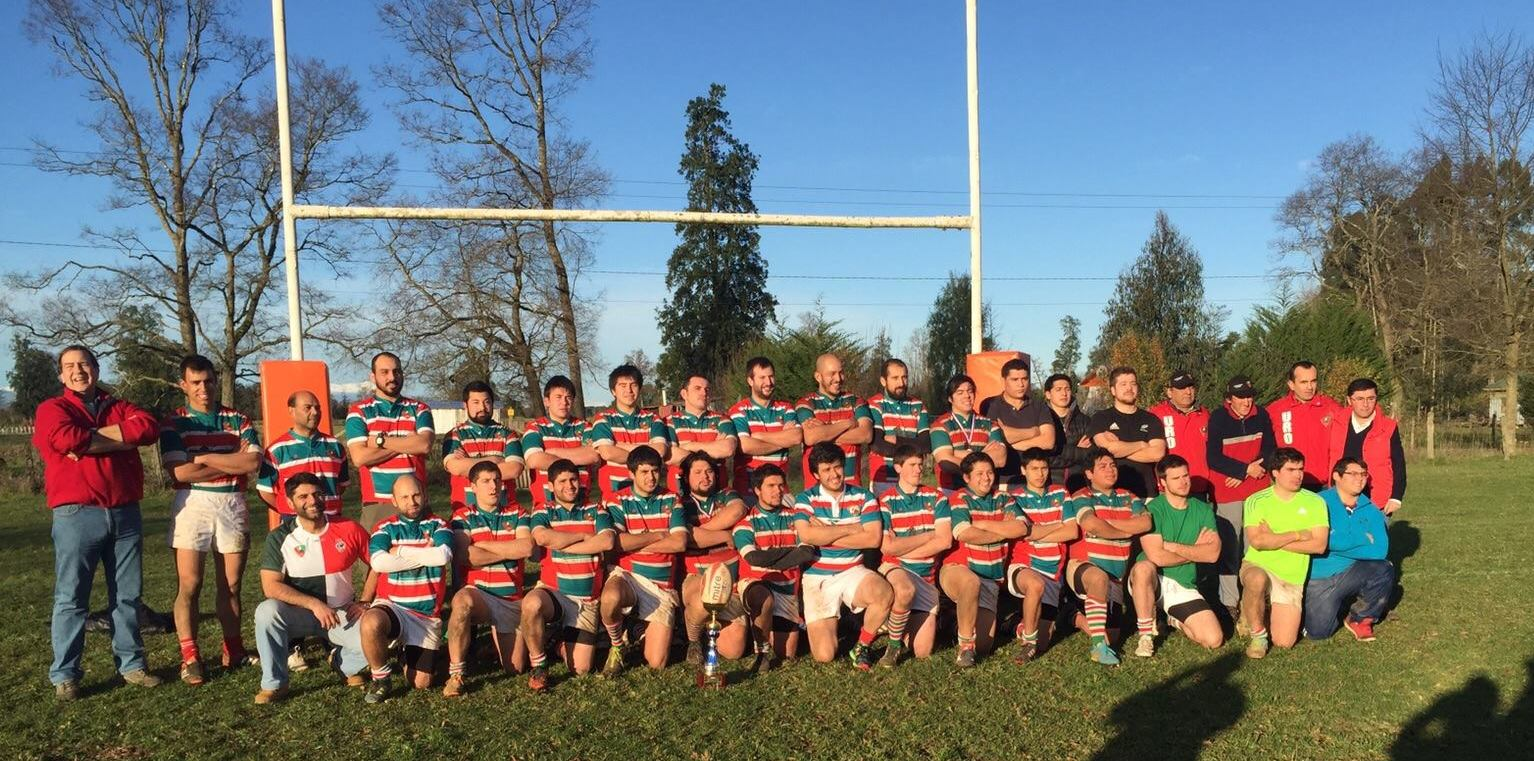
Unión Rugby Osorno, equipo campeón de la Liga ARUS en el Clausura 2014 y Apertura 2015

La liga se fundó el año 2005. En 2010, debido a la disconformidad de como se estaba realizando el torneo de la liga, los equipos Liceo de Hombres RC e Inacap de Puerto Montt, Robles RC de Valdivia, Baguales RC de Osorno, Camahuetos  RC de Calbuco y Zorros RC de Ancud formaron una nueva asociación, la Unión de Rugby del Sur (posteriormente Camahuetos RC regresó a ARUS).
El año 2014, debido a los costos que significaba trasladar a los demás equipos de la Liga a la Isla Grande de Chiloé, Traukos Rugby Club (uno de los equipos fundadores de ARUS) fue desvinculado y pasó a formar parte de la Asociación de Rugby de Chiloé.
En 2015 se sumó un equipo de la Araucanía (Cóndor RC), mientras que Potros de Río Bueno Rugby Club pasó a formar parte de Asociación de Rugby de Chiloé.

## Campeonatos Liga ARUS (adultos)
Para el año 2023, la liga está conformada por 7 equipos:
- Austral RC - Valdivia
- Potros RC - Río Bueno
- Traukos RC - Castro
- Jabalíes RC - Puerto Varas
- Los Lobos RC - Puerto Montt
- Unión Rugby Osorno - Osorno
- Camahuetos RC - Calbuco
- Robles RC - Valdivia

A partir de 2010, el equipo campeón del torneo ha tenido derecho a jugar en la fase III de la Liga Nacional ADO

### Historial
Esta tabla muestra los resultados de las diversas ediciones del campeonato:
| Temporada     | Campeón            |
| Apertura 2006 | Jabalíes RC        |
| Clausura 2006 | Jabalíes RC        |
| Apertura 2007 | Los Lobos RC       |
| Clausura 2007 | Los Lobos RC       |
| Apertura 2008 | Los Lobos RC       |
| Clausura 2008 | Los Lobos RC       |
| Apertura 2009 | Los Lobos RC       |
| Apertura 2010 | Austral RC         |
| Clausura 2010 | Los Lobos RC       |
| Apertura 2011 | Austral RC         |
| Clausura 2011 | Jabalíes RC        |
| Apertura 2012 | Jabalíes RC        |
| Clausura 2012 | Jabalíes RC        |
| Apertura 2013 | Austral RC         |
| Clausura 2013 | Jabalíes RC        |
| Apertura 2014 | Austral RC         |
| Clausura 2014 | Unión Rugby Osorno |
| Apertura 2015 | Unión Rugby Osorno |
| Clausura 2015 | Los Lobos RC       |
| Clausura 2016 | Unión Rugby Osorno |
| Apertura 2017 | Unión Rugby Osorno |
| Clausura 2017 | Unión Rugby Osorno |
| Apertura 2018 | Austral RC         |
| Clausura 2018 | Austral RC         |
| 2019 Super 9  | Traukos RC         |
| 2020          |                    |
| 2021          |                    |
| 2022          |                    |
| Apertura 2023 | Austral RC         |
| Clausura 2023 | Austral RC         |
| TIR 2024      | Rucamanque RC      |
| Clausura 2024 | Temporada Actual   |

### Títulos por equipo Campeonato Liga ARUS
| Club               | Títulos | Temporada título                                                                                        |
| ------------------ | ------- | --- |
| Los Lobos RC       | 7       | Apertura 2007, Clausura 2007, Apertura 2008, Clausura 2008, Apertura 2009, Clausura 2010, Clausura 2015 |
| Austral RC         | 7       | Apertura 2010, Apertura 2011, Apertura 2013, Apertura 2014, Apertura 2018, Clausura 2018, Apertura 2023 |
| Jabalíes RC        | 6       | Apertura 2006, Clausura 2006, Clausura 2011, Apertura 2012, Clausura 2012, Clausura 2013                |
| Unión Rugby Osorno | 5       | Clausura 2014, Apertura 2015, Clausura 2016, Apertura 2017, Clausura 2017                               |
| Traukos RC         | 1       | 2019 |